# Tierarzneischule Jena
Die Tierarzneischule Jena war eine von 1816 bis 1843 existierende veterinärmedizinische Hochschule.
An der Gründung der Ausbildungsstätte war der berühmte Dichter Johann Wolfgang von Goethe beteiligt, der sich auch für vergleichende Morphologie interessierte. Er sprach sich für die Berufung von Theobald Renner (1779–1850) als Professor für vergleichende Anatomie und Tierarzneikunst an die Universität Jena aus. Dieser wurde gleichzeitig als Ausbilder für Tierärzte an der „Thierarzneyschule“ bestellt. Die Gründung erfolgte durch Anweisung des damaligen Staatsministers Voigt am 3. September 1816. Die Tierarzneischule gehörte zunächst zu den Anstalten für Wissenschaft und Kunst im Großherzogtum Sachsen-Weimar und Eisenach. Renners Wirken führte zu einer Anerkennung, sowohl von Seiten der medizinischen Fakultät als auch der Landwirtschaft. Renner legte im Oktober 1843 sein Amt nieder, praktizierte aber noch bis zu seinem Tod 1850 als Tierarzt. Die Ausbildung von Tierärzten endete 1943. Es gelang es nicht, einen Nachfolger für Renner zu finden. Das lag sowohl am geringen Budget der Schule als auch an der geringen Besoldung der Tätigkeit. Auch die Universität hatte wenig Interesse, die Einrichtung aufrechtzuerhalten, da sie mit Carl Gegenbaur und Ernst Haeckel exzellente vergleichende Anatomen besaß. 1844 wurde die Einrichtung in Großherzoglich Sächsische Veterinäranstalt umbenannt und an das Landwirtschaftliche Institut der Jenaer Universität angegliedert. Auch das Landwirtschaftliche Institut verfolgte andere Zielsetzungen. Direktor der Veterinäranstalt wurde Ludwig Falke (1847–57), der auf Gustav Richter (1845–47) folgte. Bis 1911 wechselten die Direktoren in kurzer Folge.
Erst 1911, mit der Berufung Carl Hobstetters (1875–1944) an die Universität, wurde die Veterinäranstalt vom Landwirtschaftlichen Institut losgelöst und wieder ein selbstständiges Institut der Universität. Ein tiermedizinisches Studium wurde in Jena aber nie wieder angeboten. Hobstetter setzte wichtige Impulse für die Institutionalisierung der Veterinärmedizin in Thüringen und entsprechend seiner Planungen konnte eine Modernisierung der Großherzoglich Sächsischen Veterinäranstalt durch einen noch heute existierenden Neubau, der ab 1915 genutzt wurde, in Jena realisiert werden. Auf Hobstetter folgte 1938 Victor Goerttler (1897–1982), der diese Einrichtung bis zu seiner Emeritierung 1962 leitete. Aus der Veterinäranstalt gingen u. a. eine Kleintierklinik und ein Tierexperimentelles Zentrum (TEZ), das 1990 als Institut für Versuchstierkunde (IVTK) (ab 2008: Institut für Versuchstierkunde und Tierschutz (IVuT)) der Medizinischen Fakultät der Friedrich-Schiller-Universität Jena gegründet wurde, hervor.